# 施帕尔
施帕尔是德国莱茵兰-普法尔茨州的一个市镇。总面积14.26平方公里，总人口167人，其中男性89人，女性78人（2011年12月31日），人口密度12人/平方公里。